# Sisyrinchium caeteanum
Sisyrinchium caeteanum är en irisväxtart som beskrevs av Pierfelice Ravenna. Sisyrinchium caeteanum ingår i släktet gräsliljor, och familjen irisväxter. Inga underarter finns listade i Catalogue of Life.